# 유장 (한회원후)
유장(劉張, ? ~ ?)은 전한 후기의 제후로, 조경숙왕의 현손이다.

## 행적
감로 원년(기원전 53년), 아버지 유하의 뒤를 이어 한회후(邯會侯)에 봉해졌다.
시호를 원(原)이라 하였고, 작위는 아들 유강이 이었다.

## 출전
- 반고, 《한서》 권15상 왕자후표 上

| 선대 아버지 한회근후 유하 | 전한의 한회후 기원전 53년 ~ ? | 후대 아들 한회희후 유강 |